# 沙拉尔代市镇
沙拉尔代市镇（俄语：Муниципальное образование «Шаралдай»）是俄罗斯联邦伊尔库茨克州博汉区所属的一个市镇。其下辖有个居民点，行政中心为通代。据2016年统计，该市镇的人口为1351人。